# La Femme X...
Pour plus de détails, voir Fiche technique et Distribution.
La Femme X... (Madame X) est un film muet américain réalisé par Frank Lloyd, sorti en 1920.

## Synopsis
Jacqueline Floriot est jetée hors de chez elle par Louis Floriot, son mari, adjoint au procureur à Paris, car il la suspecte, injustement, d'avoir des relations avec un autre homme. Louis interdit à Jacqueline de voir leur fils malade, et lorsqu'elle apprend que son fils la croit morte, elle tente de se suicider. Elle est sauvée  mais tombe dans la déchéance. 
Vingt ans plus tard, elle revient en France, détruite par la drogue et l'alcool. L'amour pour son fils est tout ce qui lui reste de son ancienne vie. Laroque, un maître-chanteur, apprend qui elle est, et veut utiliser cette information contre Floriot et son fils Raymond, devenu un jeune procureur. Pour éviter à son fils de souffrir, Jacqueline tue Laroque et est emprisonnée sous le nom de Madame X. Raymond instruit l'affaire et se sent étrangement attiré par cette femme. Lorsqu'elle est acquittée, elle s'évanouit et Floriot, reconnaissant Jacqueline, apprend à son fils qui elle est. Mais le choc du procès a été trop lourd et elle meurt après avoir pardonné à son mari. 

## Fiche technique
- Titre  : La Femme X...
- Titre original : Madame X
- Réalisation : Frank Lloyd

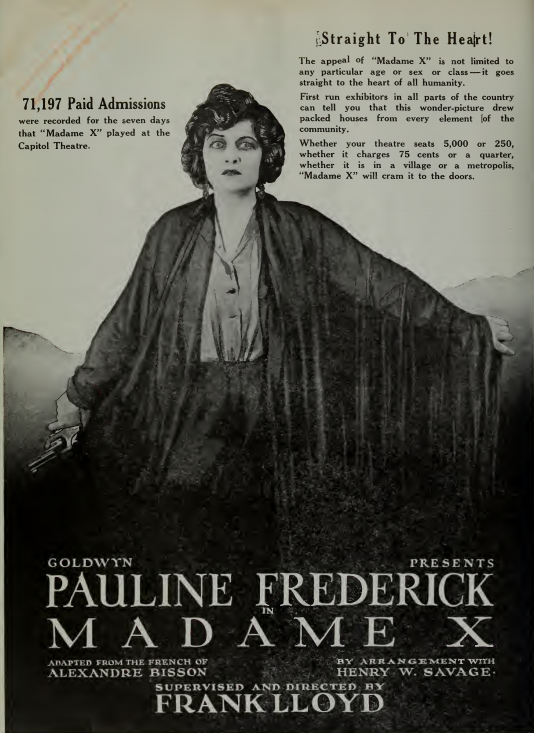
Publicité parue dans Film Daily

- Scénario : J.E. Nash et Frank Lloyd, adapté de la pièce La Femme X... d'Alexandre Bisson
- Direction artistique : Cedric Gibbons
- Photographie : Devereaux Jennings
- Société de production : Goldwyn Pictures Corporation
- Sociétés de distribution : 
  -  Goldwyn Distributing Corporation
  -  Films Erka
- Pays de production :  États-Unis
- Langue : Intertitres en anglais
- Format : Noir et blanc - 35 mm - 1,37:1  -  Film muet
- Genre : Drame
- Longueur : sept bobines
- Dates de sortie : 
  - États-Unis : 26 septembre 1920
  - France : 4 novembre 1921

## Distribution

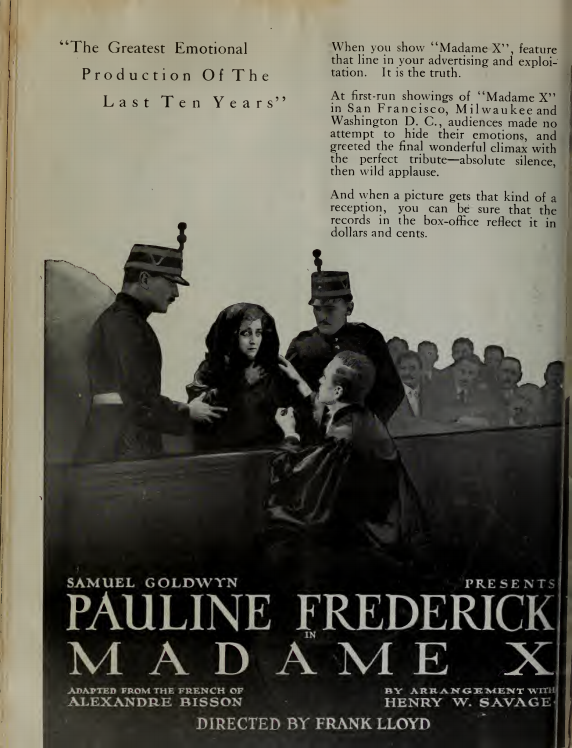
Publicité parue dans Film Daily

Source principale de la distribution :
- Pauline Frederick : Jacqueline Floriot
- William Courtleigh : Louis Floriot
- Casson Ferguson : Raymond Floriot
- Maude Louis : Rose Dubois
- Hardee Kirkland : Dr Chessel
- Alan Roscoe : Cesaire Noel
- John Hohenvest : M. Valmorin
- Correan Kirkham : M. Valmorin
- Sidney Ainsworth : Laroque
- Lionel Belmore : M. Robert Parissard
- Willard Louis : M. Merival
- Cesare Gravina : Victor
- Maude George : Marie

## Autour du film
- La pièce a aussi servi de base au scénario de Madame X (1916) et à Madame X (1929).